# Simulateur de vol en chute libre
 (février 2021).
Si vous disposez d'ouvrages ou d'articles de référence ou si vous connaissez des sites web de qualité traitant du thème abordé ici, merci de compléter l'article en donnant les références utiles à sa vérifiabilité et en les liant à la section « Notes et références ».

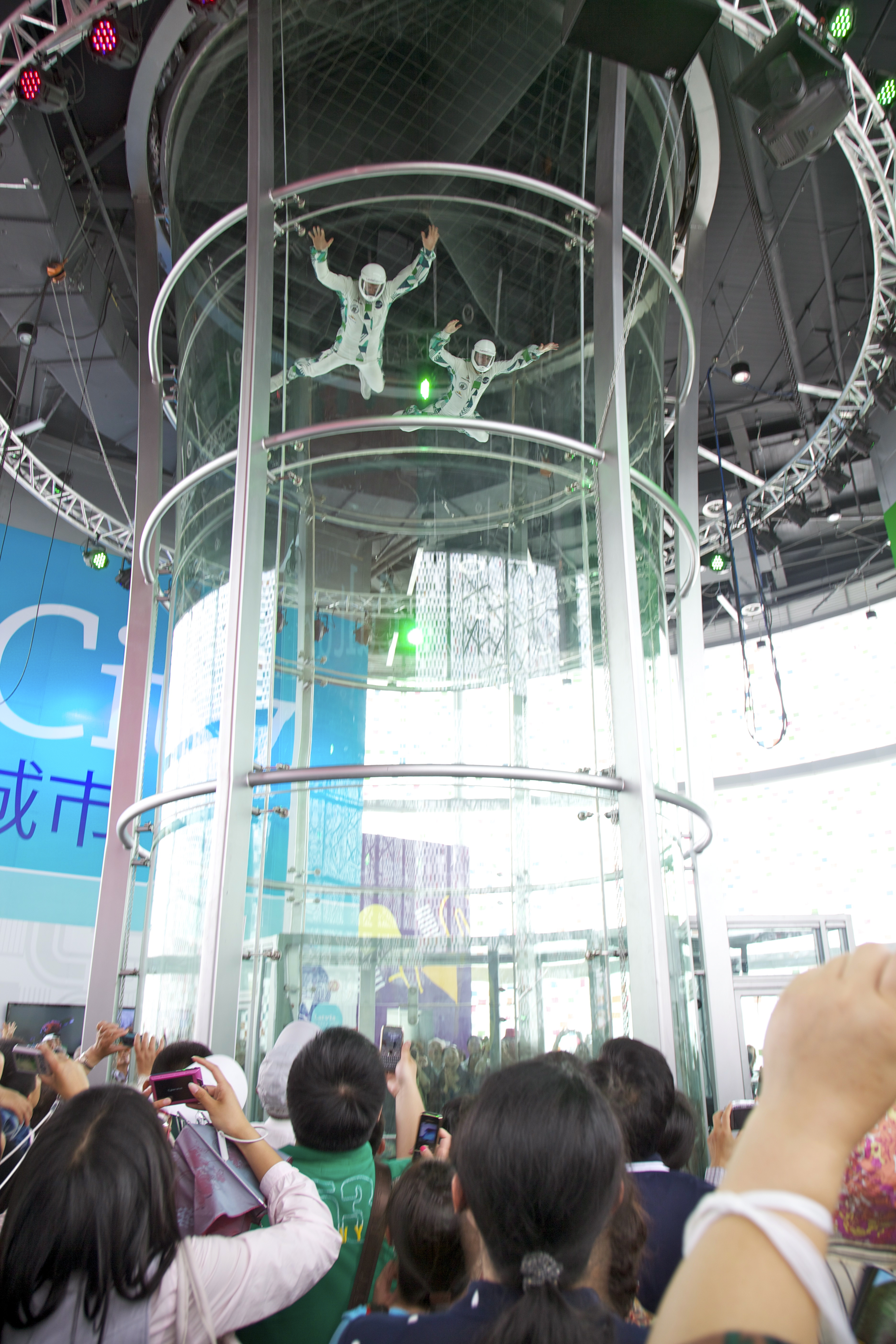
Simulateur de vol en chute libre.

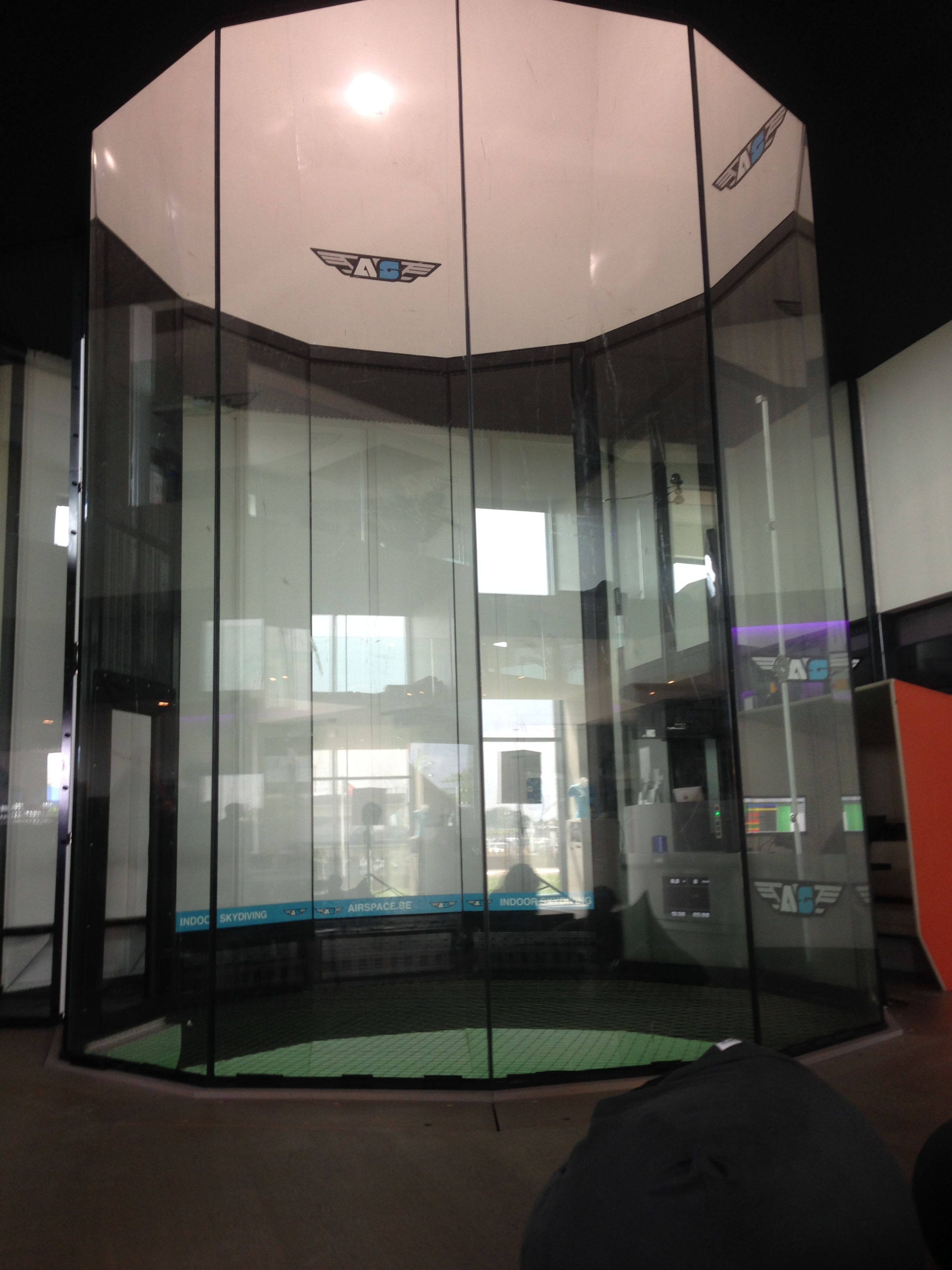
Le tunnel à vent de l'Airspace Indoor Skydiving de Gosselies.

Un simulateur de vol en chute libre ou simulateur de chute libre est une soufflerie verticale permettant à une personne d'expérimenter un vol en chute libre, et donc sans artefact auxiliaire tel qu'un parachute.

## Description
Les souffleries sont utilisées par les parachutistes pour leur entraînement mais aussi pour expérimenter des techniques et figures aériennes. Elles utilisent des turbines pour créer un flux d'air vertical qui peut souffler des vents jusqu'à 310 km/h. Pour pratiquer, le port d'une combinaison mono-pièce et d'un casque à coque dure est obligatoire en France. Les participants entrent dans la chambre de vol et s'élancent dans le flux d'air. Il est possible de voler à partir de l'âge de 5 ans.

## Histoire
La pratique de la chute libre indoor a été initiée par l'Armée américaine, à la Wright-Patterson Air Force Base en Ohio aux États-Unis en 1964. Elle était destinée à des essais aérodynamiques pour les parachutistes.
En 1979, Jean Saint-Germain, un inventeur canadien de Drummondville (Québec), crée la première soufflerie verticale pour de la chute libre. Après avoir récupéré des investissements de 450 000 dollars, il ouvre la première soufflerie commerciale à Saint-Simon-de-Bagot, à cinquante milles à l’est de Montréal. Ancien parachutiste de l'armée, Saint-Germain était propriétaire de deux écoles de parachutisme lorsqu'il est venu à l'idée[style à revoir] qu'un Aerodium aiderait ses élèves à pratiquer la chute libre d'une manière plus efficace. La première référence aux souffleries verticales dans la presse spécialisée pour les parachutistes a été publiée dans le Canadian Sport Parachuting Magazine (CANPARA) cette même année.
En 1982, Saint-Germain vend le concept de soufflerie verticale à Les Thompson et à Marvin Kratter qui ont ensuite construit leurs propres souffleries à Pigeon Forge et à Las Vegas pour un usage commercial. Peu de temps après, Saint-Germain vend les droits de concession à Kratter pour 1,5 million de dollars. Connu à l'origine sous le nom « Aerodium », il a été breveté comme « Levitationarium » par Jean Saint-Germain aux États-Unis en 1984 et 1994, sous les brevets numéros 4 457 509 et 5 318 481, respectivement.
Dans les années 1990, William Kitchen, un inventeur d'Orlando, brevète un nouveau type de soufflerie et crée sa société SkyVenture en juillet 1998. Cette soufflerie était spécialement dédiée à la simulation de chute libre en intérieur. De nombreux visiteurs la découvrent dont l'ancien Président des États-Unis George H. W. Bush.
En 2002, le premier simulateur de chute libre voit le jour en France et dix ans plus tard, le nombre de simulateurs de chute libre indoor est multiplié par dix dans le monde.[réf. nécessaire]
De plus en plus démocratisées depuis les années 2010, ces souffleries constituent toujours une base d'entraînement pour les parachutistes confirmés, les pratiquants du bodyflying (vol relatif, vol relatif vertical, freefly, freestyle, etc.), et pour le grand public en tant qu'attraction à part entière voire en tant que premier pas vers le saut en parachute tandem.